# Gary Owen (snooker)
Gary Owen est un ancien joueur de snooker gallois né à Tumble en 1929 et mort à Brisbane en 1995.

## Carrière
Vainqueur du championnat du monde de snooker amateur en 1963 et 1966, il est finaliste du championnat du monde professionnel en 1969 après sa défaite en finale contre John Spencer 24 manches à 37.

## Palmarès
| Légende | Catégorie                      | Titres                         | Finales                        |
|         | Tournois classés               | 0                              | 0                              |
|         | Tournois non classés           | 2                              | 3                              |
|         | Tournois amateurs              | 3                              | 1                              |
| Gras    | Tournois de la triple couronne | Tournois de la triple couronne | Tournois de la triple couronne |

### Titres
| Saison    | Nom du tournoi                   | Lieu                | Finaliste    | Score       | Tableau |
| 1963      | Championnat d'Angleterre amateur |                     | Ron Gross    | 11-3        |         |
| 1963      | Championnat du monde amateur     | Calcutta            | Frank Harris | [ n 1 ]     |         |
| 1966      | Championnat du monde amateur (2) | Karachi             | John Spencer | [ n 1 ]     |         |
| 1968      | Trophée Willie Smith             | Leeds               | John Dunning | Round-robin |         |
| 1970-1971 | Tournoi de Stratford             | Stratford-upon-Avon | Ray Reardon  | 6-4         |         |

### Finales
| Saison    | Nom du tournoi                   | Lieu        | Finaliste      | Score | Tableau |
| 1950      | Championnat d'Angleterre amateur |             | Alf Nolan      | 5-6   |         |
| 1968-1969 | Championnat du monde             | Londres     | Ray Reardon    | 24-37 | [ 3 ]   |
| 1972-1973 | Championnat d'Australie          | Sydney      | Eddie Charlton | 10-19 | [ 4 ]   |
| 1973-1974 | Championnat d'Australie (2)      | Wagga Wagga | Eddie Charlton | 10-31 | [ 4 ]   |